# Rock im Revier
Rock im Revier ist ein 2015 und 2016 ausgetragenes Musikfestival. 
Am 3. Juni 2014 wurde das Musikfestival in einer Pressekonferenz des Betreibers der Rennstrecke am Nürburgring angekündigt, nachdem Verhandlungen zwischen der Nürburgring Capricorn GmbH und der MLK Konzertagentur über die weitere Zukunft von Rock am Ring gescheitert waren.
Das Festival wurde vom neuen Veranstalter unter dem Namen Grüne Hölle – Rockfestival am Nürburgring vorgestellt und wurde später in Der Ring – Grüne Hölle Rock umbenannt. Nach einem Umzug in die Veltins-Arena nach Gelsenkirchen fand ein weiterer Namenswechsel in Rock im Revier statt. Als Grund für den Umzug des Großereignisses wurden finanzielle Unstimmigkeiten zwischen der DEAG und der Nürburgring Capricorn GmbH genannt.

## Historie

### Vorgeschichte
Am 30. Mai 2014 wurde bekannt, dass der Vertrag zwischen dem neuen Besitzer des Nürburgrings, der Capricorn Nürburgring GmbH, und der Konzertagentur Marek Lieberberg Konzertagentur gekündigt wurde. Ein neuer Vertrag wurde seitens der Konzertagentur abgelehnt, nachdem der neue Besitzer der Rennstrecke einen höheren Anteil am Gesamtgewinn gefordert hatte.
In einem Bericht der Rheinischen Post vom 31. Mai 2014 hieß es, dass der Vertrag bereits im Januar des Jahres 2014 gekündigt wurde. Marek Lieberberg bezeichnete die Forderungen der Capricorn Nürburgring GmbH als „völlig unrealistisch und überhöht“, da der Nürburgring seiner Meinung nach der teuerste Veranstaltungsort Deutschlands sei und man mindestens 70.000 Besucher erreichen müsste, um Gewinn zu machen.

„Schon jetzt müssen wir mindestens die Zahl von 70 000 Zuschauern erreichen, damit der Punkt der Rentabilität erreicht werden kann.“

Laut Carsten Schumacher, dem Geschäftsführer der Capricorn Nürburgring GmbH, sei die Kündigung des Vertrages aufgrund von EU-rechtlichen Anforderungen erfolgt. Eine nähere Prüfung des Vertrages habe ergeben, dass die Konditionen ungerecht verteilt gewesen seien. Lieberberg dementierte die Begründung Schumachers für die Kündigung des Vertrages in einem Interview mit Spiegel Online. Demnach seien die EU-Vorgaben nicht der eigentliche Kündigungsgrund gewesen. Der Betreiber habe den Vertrag gekündigt und ein neues Angebot mit der Forderung um eine Erhöhung um 25 Prozent sowie einer Partnerschaft auf Augenhöhe abgegeben. Ein Angebot der Marek Lieberberg Konzertagentur, das Festival im kommenden Jahr erneut am Nürburgring stattfinden zu lassen, was das 30-jährige Jubiläum des Musikfestivals an der Rennstrecke bedeutet hätte, wurde vom Besitzer des Nürburgrings abgelehnt.
Bereits am 3. Juni 2014 wurde in einer Pressekonferenz angekündigt, dass ein Kooperationsvertrag mit der DEAG Deutsche Entertainment AG über fünf Jahre abgeschlossen wurde. Laut dem Musikexpress soll ein Großteil des Festivalkonzeptes gleich bleiben, lediglich die musikalische Orientierung soll wieder mehr in die Richtung Rockmusik gehen. Für welches Festival sich die Fans 2015 entscheiden werden, konnte auch bei Umfragen bei Rock am Ring 2014 nicht ermittelt werden. Vielfach wurde geäußert, dass die Auswahl der Bands den Ausschlag geben würde.
Bereits zur laufenden Veranstaltung Rock Am Ring 2014 waren für jeden Festivalbesucher sichtbar die Werbeplakate für die Nachfolgeveranstaltung Grüne Hölle aufgestellt. Am 12. Juni 2014 hieß es in einem Bericht des deutschen Metal Hammer, welches sich auf eine Meldung des Focus Online beruft, dass die Betreiber des Nürburgrings eine einstweilige Verfügung über die weitere Nutzung der Marke „Rock am Ring“ erwirken wollen. Sollte diese Verfügung akzeptiert werden, droht der Gang vor Gericht. Sollte das Gericht zugunsten der Betreiber entscheiden, können diese entscheiden, ob das neue Musikfestival an der Rennstrecke weiterhin den Namen Rock am Ring tragen wird.
In einer ersten Anhörung urteilte Richterin Ingrid Metzger vom Landgericht Koblenz vorläufig, dass die Marke „Rock am Ring“ sowohl Marek Lieberberg als auch dem Nürburgring gehöre, da es ihrer Auffassung nach bei dem Musikfestival um ein Gemeinschaftsprojekt der beiden Parteien handele. Das endgültige Urteil wurde am 30. Juni 2014 gefällt. Es wurde geurteilt, dass sowohl die Betreiber der Rennstrecke als auch Marek Lieberberg der Name „Rock am Ring“ gehöre, da beide Parteien den Namen haben schützen lassen. Lieberbergs Anwalt kündigte unmittelbar nach der Urteilsverkündung an, die Entscheidungsgründe prüfen zu wollen. Da Lieberberg gegen das Urteil Berufung eingelegt hatte, befasste sich das Oberlandesgericht Koblenz mit dem Fall. Nach Anhörung weiterer Zeugen, die zugunsten Lieberbergs aussagten, wurde der Name des Festivals „Rock am Ring“ dem Konzertveranstalter zugesprochen. Allerdings machte das Gericht klar, dass es Lieberberg dennoch untersagt ist, Fanartikel mit dem Namen des Festivals zu verkaufen, da die Verkaufsrechte von Merchandising-Artikel noch beim Nürburgring liegen.

### Probleme mit der Organisation, Umzug und Namenswechsel zuRock im Revier
In einem Bericht in der Rhein-Zeitung vom 4. Juni 2014 hieß es, dass das komplette Festivalprogramm im September desselben Jahres bekanntgegeben werden sollte. Inzwischen heißt es, dass die Festivalbesetzung Ende des Jahres komplettiert würde, da der Betreiber ein vergleichsweise hochwertiges Bandprogramm wie bei Rock am Ring erwarte. Zunächst sollte das erste Grüne Hölle Rockfestival vom 5. bis 7. Juni 2015 – zeitgleich mit Rock am Ring – stattfinden. Am 30. September jedoch wurde angekündigt, das Festival im letzten Maiwochenende, also eine Woche vor Rock am Ring, auszutragen um unter anderem einer Preisinflation entgegenzuwirken. Allerdings stand das Festival zeitweise immer wieder auf der Kippe, da es des Öfteren zu Unklarheiten über den Verkauf der Rennstrecke an Capricorn gab.
Lange Zeit blieb unklar, wo Rock am Ring stattfinden würde. Anfangs galt das JHQ Rheindahlen in Mönchengladbach als favorisierter Standort für die Austragung des Festivals. Allerdings kam es zu Verzögerungen mit der Bundesanstalt für Immobilienangelegenheiten bezüglich eines Miet- bzw. Pachtvertrages, welcher für die Organisation des Musikfestivals notwendig war. Dieses Problem habe Mendig im Landkreis Mayen-Koblenz seit längerem geklärt, sodass Lieberberg den Eifelort vorzog. Das Festival wird auf dem Flugplatz Mendig ausgerichtet werden.
Dadurch finden beide Festivals in einem Umkreis von knapp 30 Kilometern statt, wodurch die beiden Konzertveranstalter DEAG und Marek Lieberberg in einem direkten Konkurrenzkampf treten. Dies wird dadurch bedingt, da beide Musikfestivals das gleiche Klientel ansprechen soll. Allerdings findet das Festival nun vom 29. bis 31. Mai 2015, eine Woche vor Rock am Ring, statt. Am 5. November 2014 wurden mit Metallica, Muse und Kiss die ersten Headliner des Festivals bekanntgegeben. Am Vortag gaben die Veranstalter bekannt, das Festival in Der Ring – Grüne Hölle Rock umbenannt zu haben. Für die neu ins Leben gerufenen Festivals am Nürburgring, in München und in Wien wurden zum 29. November ungefähr 40.000 Eintrittskarten verkauft. Diese Zahlen gab die DEAG bekannt, nachdem die WirtschaftsWoche tags zuvor berichtet hatte, dass der Verkauf schlecht liefe.
Am 27. März 2015 vermeldete die WirtschaftsWoche erneut, dass das Musikfestival vor der erstmaligen Austragung vor dem Aus stehe. Grund sei dieses Mal, dass die zwischen der DEAG und der Nürburgring Capricorn GmbH vereinbarten Vorauszahlungen nur teilweise gezahlt wurden. Auch sei davon die Rede, dass der Betreiber der Rennstrecke um die Auflösung des Fünf-Jahres-Vertrages gebeten habe, welchen Schwenkow aber ablehnte. Im Artikel wird in Erwägung gezogen, das Festival zu verschieben. Allerdings, so der Bericht, suche er auch bereits nach Alternativen, sollte das Festival nicht am Nürburgring ausgetragen werden. Beide Parteien wollen bis zur ersten Aprilwoche eine Einigung erlangen. Weiter heißt es, dass bis Februar 2015 lediglich 7.500 Karten für das Festival verkauft worden seien. Eine Verlegung des Festivals von der Rennstrecke in die Veltins-Arena in Gelsenkirchen sei ebenfalls möglich. Am 2. April 2015 gab die DEAG bekannt, dass das Festival aufgrund der Unstimmigkeiten zwischen beiden Parteien nach Gelsenkirchen umziehen werde. Zudem wurde das Festival in Rock im Revier umgetauft. Das Festivalprogramm soll beibehalten werden. Am 8. April 2015 gab der Veranstalter bekannt, dass es trotz des Umzuges des Musikfestivals drei Bühnen geben soll: eine Bühne befindet sich in der Veltins-Arena, eine weitere in der Emscher-Lippe-Halle, sowie eine Open-Air-Bühne auf dem Gelände des FC Schalke 04.
2016 sollte das Festival vom 26. bis zum 28. Mai auf dem Gelände der Trabrennbahn Gelsenkirchen stattfinden. Als erster Headliner wurde Iron Maiden angekündigt. Im Februar 2016 wurde bekanntgegeben, dass das Festival in der Dortmunder Westfalenhalle stattfinden wird.
Für 2017 wurde das Festival abgesagt. Ende Februar 2017 gaben die Veranstalter das endgültige Ende des Musikfestivals bekannt.

## Festivalbesetzung
| Datum              | Künstler | Besucher (täglich) | Preise                                         |
| ------------------ | --- | ------------------ | ---------------------------------------------- |
| 29. – 31. Mai 2015 | … And You Will Know Us by the Trail of Dead, Accept, Airbourne, Anathema, Anti-Flag, Any Given Day, Arcane Roots, Babymetal, Beyond the Black, Black Map, Black Tongues, Blitz Kids, Bonaparte, Brant Bjork, The Dead Daisies, Decapitated, Deez Nuts, Dir En Grey, Eisbrecher, Epica, Eskimo Callboy, Exodus, Faith No More, Five Finger Death Punch, Gallows, Gojira, Grave Pleasures (ehemalig Beastmilk), Hang the Bastard, Hatebreed, Hellyeah, The Hives, Ignite, Incubus, Judas Priest, Kiss, Kissin’ Dynamite, Kvelertak, La Dispute, Limp Bizkit, Mad Caddies, Meshuggah, Metallica, Muse, Orange Goblin, Orchid, Paradise Lost, Poets of the Fall, Purson, Rise of the Northstar, Saint Vitus, Sick of It All, Stick to Your Guns, Testament, The Darkness, The Picturebooks, Toxpack, Triggerfinger, Truckfighters, Turbonegro, Unearth, Within Temptation abgesagt haben: Kreator, Dr. Living Dead! | ca. 43.500         | 179 € (Standard) 999 € (VIP) 69 € (Tageskarte) |
| 26. – 28. Mai 2016 | Anthrax, Apocalyptica, Garbage, Ghost, Gojira, In Extremo, Iron Maiden, Mando Diao, Nightwish, Powerwolf, Prime Circle, Sabaton, Slayer, Suicidal Tendencies, The Raven Age, The New Black, The Wild Lies, Tremonti |                    | 125 € (Standard) 59,50–79,50 € (Tageskarte)    |